# À la recherche du nouveau Michael Jackson
À la recherche du nouveau Michael Jackson est une émission de télévision française de télé-crochet diffusée sur W9 du 26 octobre 2010 au 23 novembre 2010 et présentée par Alexandre Devoise.
Elle a été remportée par Alon pour la catégorie adulte, Enzo et Djeneva pour la catégorie enfant. Le programme est adapté d'un concept apparu aux Pays-Bas en janvier 2010 sous le titre de My Name Is Michael.

## Principe
L'émission se présente sous la forme d'un concours musical. Un jury composé de trois personnes doit dénicher parmi les candidats le « digne successeur » du King Of Pop décédé le 25 juin 2009.
L'émission est diffusée le mardi soir en première partie de soirée à 20 h 35.
Lors de la finale diffusée en direct sur W9 le 23 novembre 2010, Jermaine Jackson, frère de Michael Jackson, est présent sur le plateau.

## Jury
| Nom               | Caractéristiques                                                                                                |
| ----------------- | --- |
| Marie Courchinoux | Danseuse hip-hop. Elle était l'une des danseuses prévue pour le spectacle en résidence This Is It.              |
| Rachid Ferrache   | Acteur et chanteur. Metteur en scène du spectacle hommage Génération Moonwalk.                                  |
| Franck Véron      | Producteur de disques. Il a participé à l'enregistrement de l'album Dangerous de Michael Jackson sorti en 1991. |

## Candidats Finalistes

### Catégorie Adulte
- 1er : Alon (gagnant)
- 2ème : Daniel
- 3ème : David-Alexandre
- 4ème : Nedjim
- 5ème : William

### Catégorie Enfant
- 1er : Djeneva et Enzo (gagnants)
- 2ème : Justine
- 3ème : Ruben
- 4ème : Simon